# NGC 2534
NGC 2534 је елиптична галаксија у сазвежђу Рис која се налази на NGC листи објеката дубоког неба.
Деклинација објекта је + 55° 40' 19" а ректасцензија 8h 12m 54,1s. Привидна величина (магнитуда) објекта NGC 2534 износи 12,6 а фотографска магнитуда 13,6. NGC 2534 је још познат и под ознакама UGC 4268, MCG 9-14-14, MK 85, CGCG 263-14, PGC 23024.